# Aedes axitiosus
Aedes axitiosus é um espécie de mosquito do género Aedes, pertencente à família Culicidae.